# Emily Howland

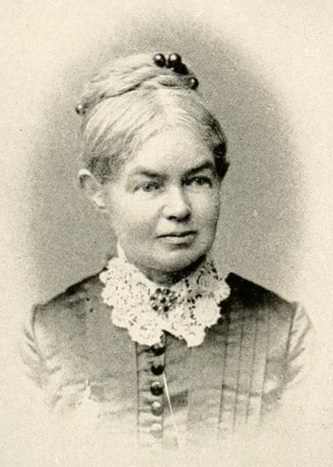
Emily Howland, 1897

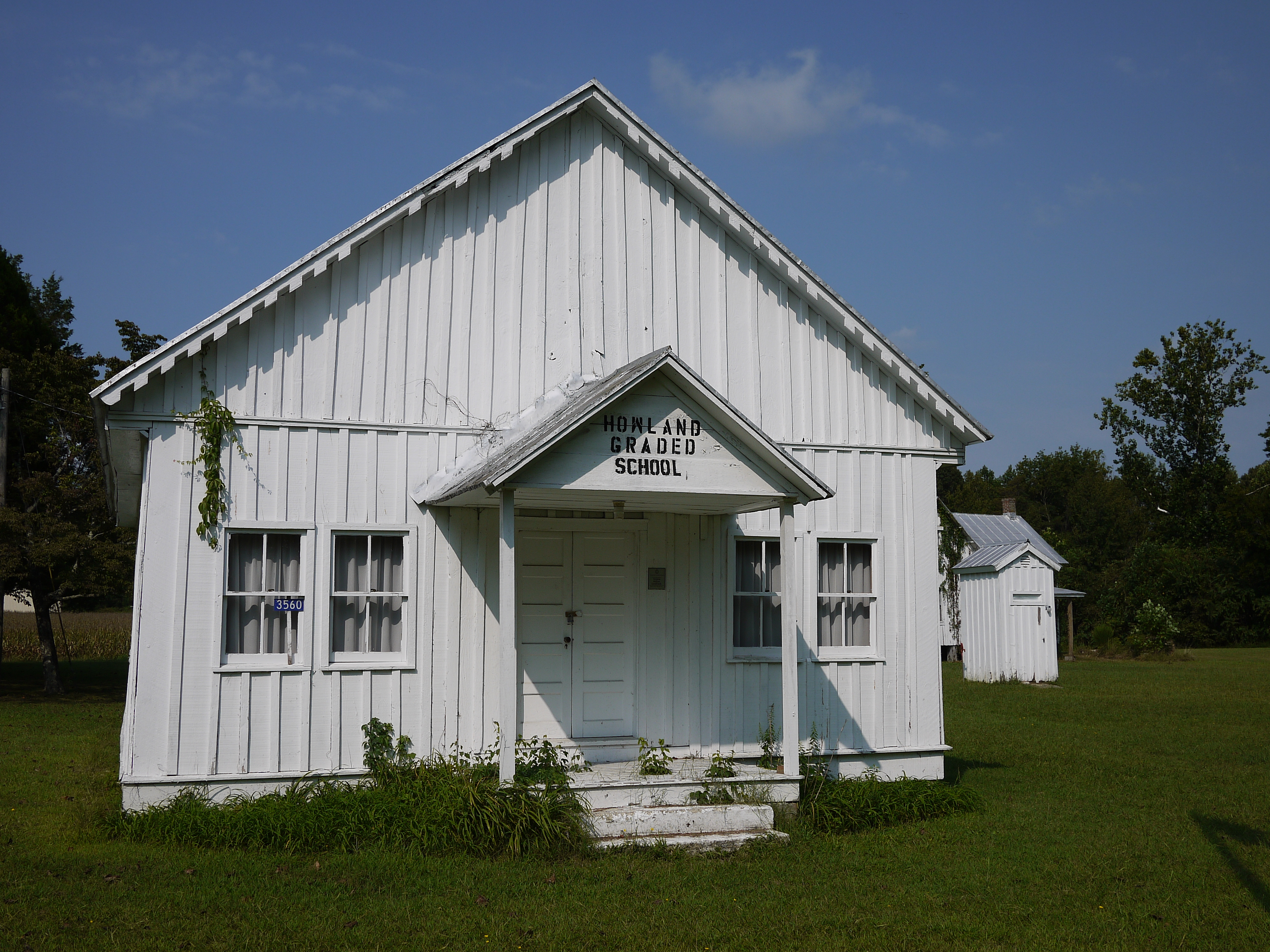
Howland Chapel School

 Emily Howland  (* 20. November 1827 in Sherwood, New York; † 29. Januar 1929) war eine US-amerikanische Pädagogin und Philanthropin.

## Leben und Werk
Howland wurde als Tochter von Slocum und Hanna (Tallcott) Howland geboren und wurde sowohl an einer Privatschule in Sherwood als auch an einer Friends School in Philadelphia unterrichtet. Von 1857 bis 1859 unterrichtete sie an der Normal School for Coloured Girls in Washington, D.C. (heute University of the District of Columbia) und leitete die Schule zwei Jahre lang für Myrtilla Miner. Während des Bürgerkriegs lebte sie in Arlington County in Virginia unterrichtete dort von 1863 bis 1864 befreite Sklaven und half den Kranken während einer Pockenepidemie. Von 1864 bis 1866 war sie die Leiterin des Camps. Als sich 1867 zeigte, dass die Regierung ihr Versprechen nicht erfüllen würde, jedem befreiten Sklaven Land zu gewähren, überredete sie ihren Vater, 400 Morgen in Heathville, Virginia, zu kaufen. Hier begann sie, ehemalige Sklavenfamilien umzusiedeln und eine Schule zu gründen. Mit Hilfe der Finanzierung ihres Vaters gründete sie die Howland Chapel School, um die Kinder ehemaliger Sklaven zu unterrichten. Sie gründete oder unterstützte insgesamt etwa 50 Schulen für Afroamerikaner. 1870 kehrte sie zu ihrem kranken Vater nach Sherwood zurück und gründete und finanzierte 1872 die Sherwood Select School. Zehn Jahre später war sie die Eigentümerin und beratende Leiterin bis zu ihrem 100. Lebensjahr. 1927 wurde die Sherwood Select School (heute Emily Howland School) in das öffentliche Schulsystem aufgenommen. Sie unterstützte auch das  Tuskegee Institute, das von Booker T. Washington, einem persönlichen Freund, geleitet wurde.
Von 1884 bis 1885 reiste sie in Begleitung ihrer Nichte Isabel durch Europa. 1890 nahm an der 22. Jahrestagung der New York State Woman Suffrage Association (NYSWSA) teil und wurde in mehrere ständige Ausschüsse gewählt. Ebenfalls 1890 wurde sie Direktorin der Aurora National Bank in Aurora, Cayuga County, New York und damit die erste Direktorin einer Nationalbank. Sie hatte diesen Vorstandssitz inne, bis sie im Alter von 101 Jahren starb. 1903 reiste sie nach London zu einem internationalen Wahlrechtstreffen. Ihr wurde zugeschrieben, Ezra Cornell davon überzeugt zu haben, dass er als Quäker die Cornell University zu einer koedukativen Institution machen sollte. Um die Wende des 20. Jahrhunderts war sie eine der beiden größten Geldgeberinnen, die die Arbeit von Susan B. Anthony unterstützte. Sie war 1882 auch Autorin einer historischen Skizze der frühen Quäkergeschichte in Cayuga County, NY: Early History of Friends in Cayuga County, New York. 1926 verlieh ihr die State University of New York als erste Frau einen Ehrendoktor der Literatur.
1929 starb sie im Alter von 101 Jahren und das New York State Education Department platzierte 1935 einen historischen Marker vor ihrem Haus.
Ihre Papiere aus ihrem Nachlass werden von der Cornell University, dem Haverford College, und dem Swarthmore College aufbewahrt. Ein Album mit Fotos von ihrer Familie, Freunden und Kollegen sowie Erinnerungsbildern namhafter Abolitionisten und berühmter Persönlichkeiten aus den 1860er und 1870er Jahren befindet sich im gemeinsamen Besitz des National Museum of African American History and Culture und der Library of Congress.